# جاك س. ماسي
جاك س. ماسي (بالإنجليزية: Jack C. Massey)‏ هو رائد أعمال أمريكي، ولد في 15 يونيو 1904 في تينيل في الولايات المتحدة، وتوفي في 15 فبراير 1990 في بالم بيتش في الولايات المتحدة بسبب ذات الرئة.